# 魏家一碗麵
魏家一碗麵，是在台灣具有高關注度的社會故事，於2006年3月開始傳開，敘述魏家三姊弟因家境貧困，合吃一碗陽春麵的故事。
2006年3月3日，南投竹山魏家46歲母親吳慧萍罹患子宮頸癌末期，在中山醫學大學附設醫院住院，與打零工的丈夫魏伯彥，育有5名當時年齡5至10歲的子女，分別是2006年時，10歲長子魏冠宇、長女魏雪婷、7歲的魏梓敬、6歲的魏學聖以及5歲的魏學賢，輪流在病房陪伴母親。
醫院社工黃秋鳳見雪婷、學聖、學賢這三個孩子飢腸轆轆，於是帶他們去吃麵，原以為他們會各點一碗牛肉麵，沒想到雪婷囁嚅地說：「我們三個吃一碗陽春麵就好。」，也就是3人共吃一碗麵，也是本故事的緣由，社工擔心孩子們吃不飽，還主動幫他們改成餛飩麵，剛開始用餐後，姊弟們說：「爸爸媽媽還沒有吃飯，要把餛飩打包帶回去給他們吃」。這讓全台灣民眾揪心感動，也紛紛捐助善款，時任中華民國總統陳水扁還特地到病房為這家人打氣，吳慧萍當時對總統說：「總統，如果我走的時候，我5個小孩拜託你照顧」。
後來吳慧萍於2006年4月21日凌晨癌末病逝，由魏伯彥獨自撫養5個小孩長大
長子魏冠宇、長女魏雪婷陸續從軍服志願役，撐起家中經濟，後來轉任照服員，老三梓敬和老四學聖就讀竹山高中，老五學賢就讀國中。
根據2021年2月1日三立新聞網的追蹤報導。老大2018年退伍，返鄉從事務農。老二（長女）2019年退伍後，從事長照業務。老三梓敬從事台積電外包作業員,  老四學勝，老五學賢從事水電行工作、等待入伍，未來不排除一起開設水電行 。

## 参看
- 社會福利
- 貧困
- 「一碗麵」故事走過12年 魏家5兄妹為家齊心打拚 （页面存档备份，存于）
- 吃果子拜樹頭！「魏家一碗麵故事」姐弟投入長照 （页面存档备份，存于）
- 當年「一碗陽春麵」感動全台 現魏家五子打拚精采人生 （页面存档备份，存于）

1. ↑  .   [2022-02-01]. （原始内容存档于2022-02-08）.